# 海克爾碳

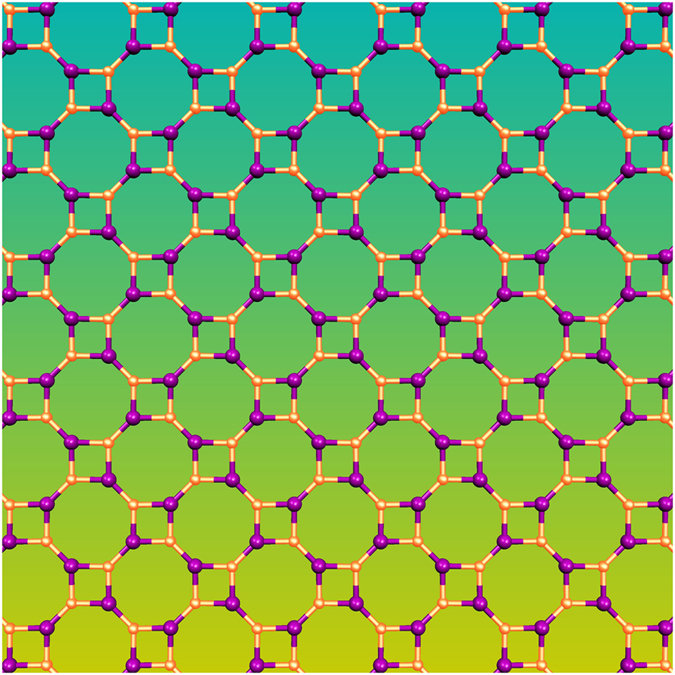
具方形及八邊形的海克爾碳8–4結構

海克爾碳是一種假設的碳的同素異形體。

## 簡介
其為三價配位的碳原子結構，以五、六、七邊形等的周期性排列所得。翁貝托及毛里西奧·特隆斯等在2000年首次提出。其以生物學家恩斯特·海克爾命名，由於其放射蟲的圖像有相似的特徵。雖它有不少理論上的研究，但目前仍未能在實驗室生成。